# Plectorhinchus gaterinus
Espèce
Le Gaterin à points noirs ou Diagramme moucheté ou Gaterin moucheté ou Poisson jaune et noir (Plectorhinchus gaterinus) est une espèce de poissons de la famille des Haemulidae.

## Répartition
Il s'agit d'une espèce marine que l'on rencontre dans l'océan Indien occidental et en mer Rouge.

## Description
La taille maximale de Plectorhinchus gaterinus est de 50 cm ; en moyenne il mesure 40 cm.
Il vit en bancs entre 5 et 60 m de profondeur sous les surplombs coralliens.
C'est une espèce très commune d'un naturel placide.

## Noms vernaculaires
- Diagramme moucheté (Djibouti)
- Poisson jaune et noir (Nouvelle-Calédonie).

## Philatélie
Plectorhinchus gaterinus, sous son synonyme Gaterin gaterinus, est représenté sur un timbre de 40 c de Tanzanie.